# Rubryk

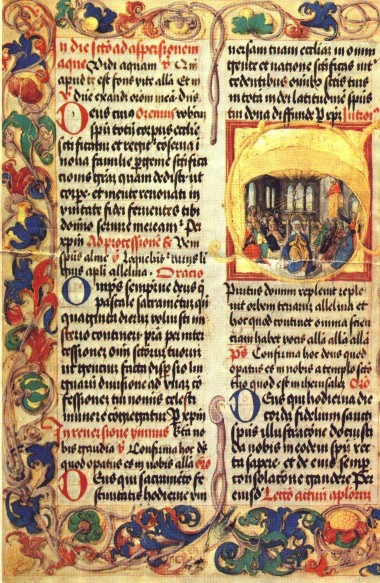
Stronica Graduału Jana Olbrachta z widocznymi rubrykami

Rubryk (l.mn. rubryki, z łac. od ruber – czerwony) – termin dotyczący liturgii. Obecnie słowo rubryk (rubryki) rozumiane może być w dwojaki sposób:
- jako księga zawierająca opisy i wskazówki odnoszące się do przebiegu liturgii (obecnie nazywane ceremoniałami);
- jako pojedyncza wskazówka odnosząca się do danego miejsca w celebracji eucharystycznej.

## Historia
W księgach kościelnych takich jak mszał, lekcjonarz, pontyfikał i innych oprócz tekstów przeznaczonych do wygłaszania przez celebransa znajdowały się zapisy odnoszące się do przebiegu liturgii (np. kiedy należy złożyć ręce, pokłonić się, jak powinien być ubrany celebrans, jak powinien być przygotowany ołtarz itd.). Jednak w celu szybkiego odróżnienia ich od tekstów liturgicznych pisane były odmiennym – czerwonym kolorem.
Początkowe księgi liturgiczne zawierały stosunkowo mało tych wskazówek, jednak z czasem, w miarę przyjmowania nowych tradycji i ich rozwijania, opisy te zajmowały coraz więcej miejsca.
W związku z tym zaczęto wydawać specjalne księgi – rubryki – zawierające zebrane opisy czynności, jednocześnie redukując ich liczbę we właściwych księgach liturgicznych.